# Annalise Wagner
Annalise Hedwig Adolfine Else Wagner, Autorenkürzel: AWE (* 19. Juni 1903 in Neustrelitz; † 26. Juni 1986 ebenda) war eine deutsche Heimatforscherin, Buchhändlerin, Archivarin und Schriftstellerin. Sie galt zu Lebzeiten als Kapazität für alle historischen Fragen über Mecklenburg-Strelitz und hatte sich darüber als Autodidaktin ein umfangreiches Wissen angeeignet.

## Leben und Wirken

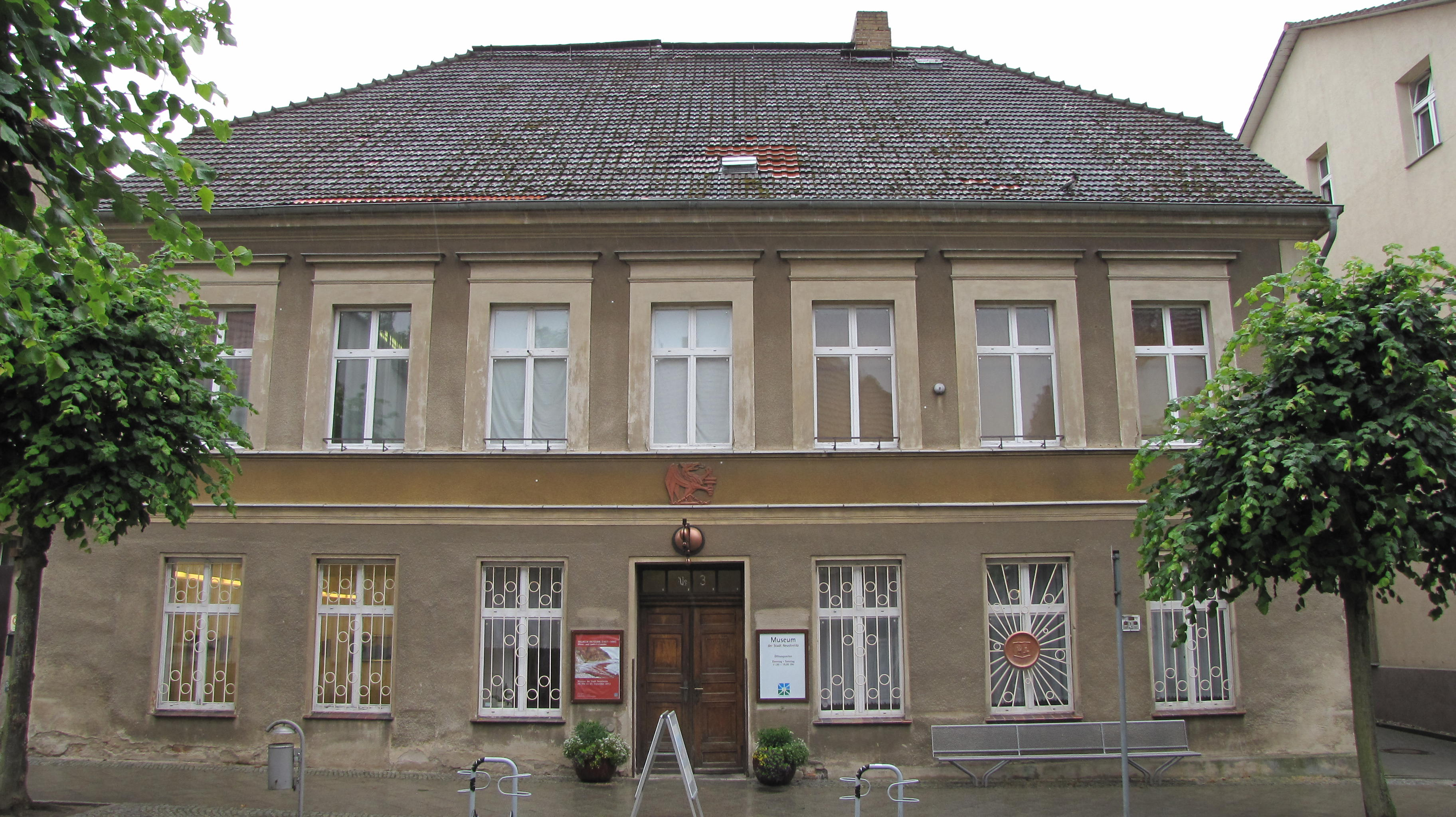
Wohnhaus, 1973–2015 Museum der Stadt Neustrelitz

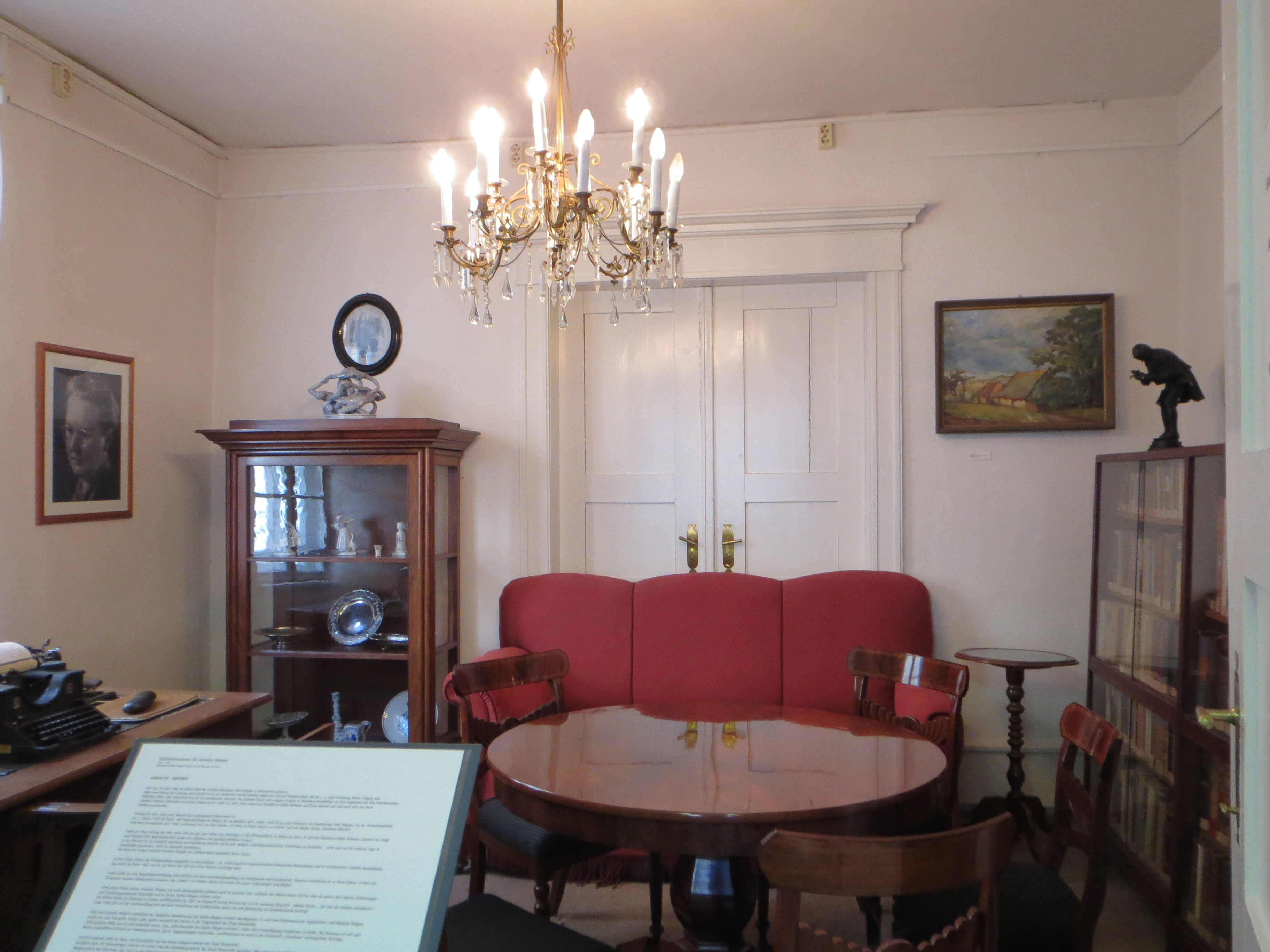
Gedenkraum im alten Stadtmuseum

Annalise Wagner wurde als drittes von fünf Kindern des Neustrelitzer Druckereibesitzers und Verlegers Otto Wagner (1866–1934) und dessen Frau Ella, geb. Bade, in Neustrelitz geboren und verlebte hier Kindheit und Jugend. Sie besuchte das Lyzeum ihrer Heimatstadt, absolvierte eine Lehre im väterlichen Betrieb und arbeitete von 1919 bis 1927 in Angestelltenverhältnissen in Hamburg, Berlin, München und Leipzig, wo sie in freien Stunden das Kulturleben genoss. Von 1928 bis 1929 besuchte sie die Buchhändlerlehranstalt Leipzig und kehrte 1930 in den väterlichen Betrieb nach Neustrelitz zurück.
1934 erbte Annalise Wagner mit dem Tod ihres Vaters dessen Buchhandlung mit Antiquariat, die sie bis in die 1950er Jahre hinein betrieb. Schon in dieser Zeit begann sie, heimatkundliche Schriften über Mecklenburg-Strelitz zu sammeln und eigene Texte zu verfassen. Von 1945 bis 1948 beteiligte sie sich an der Aufbauarbeit in Neustrelitz, besonders auf sozialem und kulturellem Gebiet, geriet dabei jedoch mehrfach mit den neuen Machthabern in Konflikt und musste nach anhaltenden Repressalien in den 1950ern ihre Buchhandlung schließen.
1956 wurde sie Alleinerbin des Neustrelitzer Bibliothekars und Heimatforschers Walter Karbe und gründete am 6. Dezember 1956, wenige Wochen nach Karbes Tod, mit dessen Nachlass und den eigenen Sammlungen das private Karbe-Wagner-Archiv in Neustrelitz. Annalise Wagner war fortan Bibliothekarin und Archivarin in eigener Sache, zeitweilig auch Stadtarchivarin von Neustrelitz und Mitarbeiterin des Bezirksmuseums Waren. 1973 schenkte sie Wohnhaus, Grundstück und Archiv an die Stadt Neustrelitz. Im Wohnhaus in der Schloßstraße, in dem Annalise Wagner auch weiterhin wohnte und wo sie 1986 schließlich vereinsamt starb, wurde daraufhin das erste Neustrelitzer Stadtmuseum eingerichtet. Das Karbe-Wagner-Archiv besteht bis heute als öffentlich zugängliche, regionalkundliche Sammlungs- und Forschungsstätte in Trägerschaft der Stadt Neustrelitz. Es ist heute im Kulturquartier Neustrelitz untergebracht. Im alten Stadtmuseum erinnerte ein Gedenkraum an Annalise Wagner.
Ihren 80. Geburtstag hat Annalise Wagner 1983 nicht in ihrem Heimatort Neustrelitz, aber dennoch auf heimatlichem Boden gefeiert: auf westlicher Seite der innerdeutschen Grenze im ehemals mecklenburg-strelitzschen Ratzeburg/Kreis Herzogtum Lauenburg. Der Altschülervereinigung des früheren Neustrelitzer Gymnasiums Carolinum schrieb sie aus diesem Anlass vieldeutig: „Ich kann Ihnen leider nicht die Gründe sagen, warum ich diesen Tag nicht in meiner Vaterstadt Neustrelitz verleben mochte. Neben all dem jahrelangen großen Kummer flüchte ich mich noch hochkonzentriert in meine geistige Arbeit und Forschung, um der Gegenwart zu entrücken, die ich aber trotzdem hellwach aufnehme.“

## Ehrungen
1973 erhielt Annalise Wagner die Ehrenbürgerschaft ihrer Vaterstadt Neustrelitz. Auf Grundlage ihres Testaments errichtete die Stadt Neubrandenburg 1991 die Annalise-Wagner-Stiftung, die seit 1992 in jährlicher Folge literarische Arbeiten mit Bezug zur Region Mecklenburg-Strelitz oder von Verfassern aus dieser Region mit dem Annalise-Wagner-Preis ehrt. Außerdem wurden aus Mitteln der Stiftung zwei Jugendpreise (1999), ein Stipendium (2001) und ab 2003 an junge Historiker „lobende Anerkennungen“ vergeben. Die Stadt Neustrelitz ehrt den Preisträger seit 2006 zusätzlich durch eine Annalise-Wagner-Medaille.

## Werke
Erste Veröffentlichungen datieren in die frühen 1930er Jahre, darunter auch lyrische Werke:
- Gedichte. O. Wagner, Neustrelitz 1931
- Erlebnis. O. Wagner, Neustrelitz 1931

In der Folgezeit, vor allem ab den 1950ern, verfasste Annalise Wagner mehr als 250 Aufsätze zu Themen südostmecklenburgischer Geschichte und Kultur und gab eine Schriftenreihe des Karbe-Wagner-Archivs heraus, in der zwischen 1966 und 1987 neunzehn Hefte erschienen und die seither vom Regionalmuseum Neubrandenburg fortgesetzt wird. Das Karbe-Wagner-Archiv knüpft seit 2003 mit einer Neuen Schriftenreihe des Karbe-Wagner-Archivs an die alte publizistische Tradition an.
In Eigenverantwortung von Annalise Wagner erschienen in der Schriftenreihe des Karbe-Wagner-Archivs, an deren Entstehen in dieser Zeit eher selten Fremdautoren beteiligt waren:
- Heft 1: Aus dem Leben und Werk südostmecklenburgischer Heimatforscher.
- Heft 2: Aus dem alten Neustrelitz. Erzählbilder aus der Zeit 1730–1875. 1967 [2. Aufl.: 1968; 3. Aufl.: 1969]
- Heft 3: Heimatkundliche Wanderungen: Kleinseenplatte Neustrelitz. 1968
- Heft 4: Beiträge zur Theatergeschichte von Neustrelitz Teil 1. 1969
- Heft 5: Beiträge zur Theatergeschichte von Neustrelitz Teil 2. 1969
- Heft 6: Aus dem alten Neubrandenburg  Teil 1. 1970
- Heft 7: Spuk – Schatzgräber – Riesen – Zwerge. Sagen aus Südostmecklenburg. 1970
- Heft 8: Unterhaltsame Volkskunde. 1971
- Heft 9: Aus dem alten Neubrandenburg Teil 2. 1971
- Heft 10: Aus dem alten Neubrandenburg Teil 3. 1972
- Heft 11: Anekdoten und Geschichten aus dem ehemaligen Land Mecklenburg-Strelitz. 1972 [2. Aufl.: 1972]
- Heft 12: Aus dem alten Neubrandenburg Teil 4. 1973
- Heft 13: Die Teufelsmühle und andere Sagen. 1973

Aus Anlass des 250-jährigen Bestehens der Stadt Neustrelitz veröffentlichte Annalise Wagner 1982/83 in der Zeitschrift Carolinum Beiträge zur Chronik der Stadt Neustrelitz 1733–1933.